# Sciotropis cyclanthorum
Sciotropis cyclanthorum är en trollsländeart som beskrevs av Racenis 1959. Sciotropis cyclanthorum ingår i släktet Sciotropis och familjen Megapodagrionidae. IUCN kategoriserar arten globalt som sårbar. Inga underarter finns listade i Catalogue of Life.